# Peristeria violacea
Peristeria violacea är en orkidéart som först beskrevs av Josst, och fick sitt nu gällande namn av Ernesto Foldats. Peristeria violacea ingår i släktet Peristeria och familjen orkidéer. Inga underarter finns listade i Catalogue of Life.